# Thijs Jansen
Thijs Jansen (Rotterdam, 29 november 2001) is een Nederlands voetballer die als doelman speelt. Hij stroomde door vanuit de jeugdopleiding van Feyenoord, dat hem in het seizoen 2023/24 verhuurde aan De Graafschap. Eerder werd hij door de Rotterdammers verhuurd aan TOP Oss. Medio 2024 maakte Jansen de overstap naar SC Cambuur.

## Carrière

### Feyenoord
Jansen speelde vanaf zijn twaalfde in de jeugdopleiding van Feyenoord, nadat hij eerder actief was voor FC Lisse. In 2018 werd hij verhuurd aan FC Groningen. In juni 2020 tekende hij zijn eerste profcontract, waardoor hij voor één jaar verbonden bleef aan Feyenoord. In het seizoen 2020/21 ging Jansen deel uitmaken van Feyenoord onder 21, maar op 9 oktober 2020 maakte hij zijn officieuze debuut in een oefenduel tegen KRC Genk en vervolgens zat hij meerdere malen op de reservebank bij wedstrijden van het eerste elftal en werd op 24 december 2020 bekend dat hij zijn contract ging verlengen tot medio 2023. Later in het seizoen kreeg Jansen te maken met een langdurige blessure. In het seizoen 2021/22 zat Jansen regelmatig in de wedstrijdselectie van Feyenoord 1. Zo zat hij ook bij de selectie voor de van AS Roma verloren Conference Leaguefinale op 25 mei 2022. Bij een oefenwedstrijd van Feyenoord tegen Union Sint-Gillis op 16 juli 2022 stopte Jansen een strafschop. Op 23 augustus 2022 verlengde Jansen wederom zijn contract bij Feyenoord, ditmaal tot medio 2025.

#### TOP Oss
Op 15 augustus 2022 werd bekend dat Jansen door Feyenoord voor één seizoen uitgeleend werd aan TOP Oss, uitkomend in de Eerste divisie. In de eerste wedstrijd na de komst van Jansen, tegen NAC Breda, stond Norbert Alblas in het doel van TOP Oss, maar op 26 augustus 2022 maakte Jansen zijn debuut in het betaalde voetbal, in de met 1–2 verloren competitiewedstrijd tegen VVV-Venlo. Vervolgens miste hij bij TOP Oss nog maar één keer speelminuten, in de laatste competitiewedstrijd tegen FC Dordrecht op 19 mei 2023. In 34 competitiewedstrijden voor TOP Oss hield hij 7 keer de nul. TOP Oss eindigde in de Eerste divisie als zeventiende.

#### De Graafschap
Op 1 augustus 2023 maakte Feyenoord bekend Jansen opnieuw voor een seizoen te verhuren in de Eerste divisie, ditmaal aan De Graafschap. Daar begon hij aanvankelijk veelal op de bank, maar gedurende het seizoen nam Jansen de positie van eerste doelman over in de selectie van Jan Vreman.

### Cambuur
Na een succesvolle periode bij De Graafschap sloot Jansen weer aan in de voorbereiding bij Feyenoord onder de nieuwe trainer Brian Priske. Echter werd al snel duidelijk dat Jansen mocht uitkijken naar een nieuwe club. Op 19 juli 2024 kondigde SC Cambuur de komst van Jansen aan. Bij die club tekende hij een driejarig contract.

## Statistieken
| Seizoen        | Club            | Competitie     | Competitie | Competitie | Beker | Beker | Internationaal | Internationaal | Totaal | Totaal |
| Seizoen        | Club            | Competitie     | Wed.       | Dlp.       | Wed.  | Dlp.  | Wed.           | Dlp.           | Wed.   | Dlp.   |
| -------------- | --------------- | -------------- | ---------- | ---------- | ----- | ----- | -------------- | -------------- | ------ | ------ |
| 2022/23        | → TOP Oss       | Eerste divisie | 34         | 0          | 1     | 0     | —              | —              | 35     | 0      |
| 2023/24        | → De Graafschap | Eerste divisie | 21         | 0          | 2     | 0     | —              | —              | 23     | 0      |
| 2024/25        | SC Cambuur      | Eerste divisie | 22         | 0          | 0     | 0     | --             | --             | 22     | 0      |
| Carrièretotaal | Carrièretotaal  | Carrièretotaal | 77         | 0          | 3     | 0     | 0              | 0              | 80     | 0      |

Bijgewerkt op 21 januari 2025.